# Caenurgina annexa
Caenurgina annexa är en fjärilsart som beskrevs av H. Edwards. Caenurgina annexa ingår i släktet Caenurgina och familjen nattflyn. Inga underarter finns listade i Catalogue of Life.